# Tridens eragrostoides
Tridens eragrostoides là một loài thực vật có hoa trong họ Hòa thảo. Loài này được (Vasey & Scribn.) Nash miêu tả khoa học đầu tiên năm 1903.